# Heute (Schweizer Zeitung)
heute war eine Schweizer Pendlerzeitung des Ringier-Verlags. Sie erschien vom 15. Mai 2006 bis zum 30. Mai 2008. Sie wurde von Montag bis Freitag ab etwa 15.00 Uhr verteilt. Ihr Nachfolgeprodukt war der Blick am Abend (bis Ende 2018).

## Allgemeines

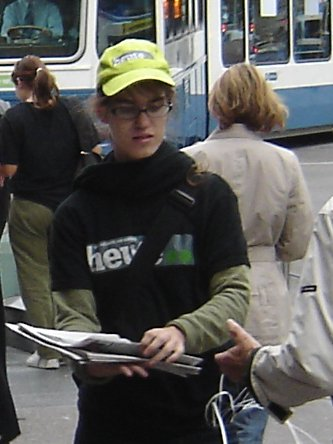
Promoaktion in Zürich

heute erschien in Zürich, Bern und Basel und war zum Teil auf die verschiedenen Erscheinungsorte abgestimmt. Die Zeitungen lagen in grünen Boxen an Bahnhöfen, in den Innenstädten sowie in den meisten McDonald’s-Restaurants und Migrol-Tankstellen auf. Leere Zeitungsboxen waren nach einem Bericht der Weltwoche nur selten anzutreffen. An zentralen Orten wie der Zürcher Bahnhofstrasse wurde das Blatt in der Spitzenzeit zusätzlich von Hand verteilt.
heute wurde in einer Auflage von über 200'000 Exemplaren gedruckt. Der erste Chefredaktor war Bernhard Weissberg, der im November 2007 als Chefredaktor zum Blick wechselte. Bis zum 30. April 2008 wurde die Redaktion von Chefredaktor a. i. Daniel Steil geführt. Ab dem 1. Mai 2008 war Peter Röthlisberger Chefredaktor, sein Stellvertreter war Markus Helbling; beide hatten diese Posten anfänglich auch beim Blick am Abend inne.
Am 5. März 2008 wurde bekannt gegeben, dass die Zeitung eingestellt werden soll. Da der Blick Anfang 2008 eine Neugestaltung erfuhr, wurde heute per 2. Juni 2008 durch den neuen Blick am Abend ersetzt.

## Inhalt
heute enthielt durchschnittlich zwei Seiten Anzeigen je zehn Seiten redaktionellen Inhalts. Die Nachrichten waren im Teletext-Format aufbereitet und mit viel Bildmaterial angereichert. Das Blatt war farblich gegliedert: blau (Newsseiten: People, Schweiz, Ausland, Wirtschaft, Digital, Regionen ZH/BE/BS, Bilder des Tages), grün (Sport), gelb (Hintergrund, Lifestyle, Wissen) und rot (Community, Ausgehtipps, Singles, Nachtleben). Die Kolumnisten waren ebenfalls angehalten, sich kurz zu halten. Die hinterste Seite des Blattes war, wie in Gratiszeitungen üblich, Programm: Sowohl die Moderubrik als auch eine Minikolumne sollten sich an junge, urbane Leser richten.